# Play-Offs de la Copa Billie Jean King 2024
Los Play-Offs de la Copa Billie Jean King 2024 se celebra del 11 al 12 de noviembre de 2024. Las ocho selecciones ganadoras de esta ronda se clasificarán para la Fase clasificatoria de la Copa Billie Jean King 2025, mientras que los ocho perdedores competirán en su respectivo evento regional del Grupo I en 2025.

## Equipos
Dieciséis equipos jugaran por ocho lugares en la Fase clasificatoria de 2025, en series decididas de local y visitante.
Estos dieciséis equipos fueron:
- 8 equipos perdedores de la fase clasificatoria.
- 8 equipos ganadores de su zona del Grupo I.

Las ocho ganadoras avanzaran a la Fase clasificatoria de 2025 y las ocho perdedoras disputarán su respectivo evento regional del Grupo I en 2025.
| Cabezas de serie 1. Suiza (#7) 2. Kazajistán (#13) 3. Francia (#14) 4. Eslovenia (#16) 5. Bélgica (#17) 6. Ucrania (#18) 7. Brasil (#19) 8. México (#20) | Equipos restantes - Argentina - Austria - China - Colombia - Corea del Sur - Dinamarca - Países Bajos - Serbia |

### Resultados
| Local          | Resultado | Visitante     | Ubicación                 | Lugar                                        | Superficie  | Ref. |
| -------------- | --------- | ------------- | ------------------------- | -------------------------------------------- | ----------- | ---- |
| Suiza [1]      | 4–0       | Serbia        | Biena                     | Swiss Tennis Arena                           | Dura (i)    |      |
| Kazajistán [2] | 3–1       | Corea del Sur | Astana                    | National Tennis Center (Beeline Arena)       | Dura (i)    |      |
| Colombia       | 3–2       | Francia [3]   | Bogotá                    | Hatogrande Country Club                      | Arcilla     |      |
| Eslovenia [4]  | 1–3       | Países Bajos  | Velenje                   | Bela dvorana Velenje                         | Arcilla (i) |      |
| China          | 3–2       | Bélgica [5]   | Guangzhou                 | Guangzhou Nansha International Tennis Center | Dura        |      |
| Ucrania [6]    | 3–2       | Austria       | McKinney (Estados Unidos) | The Courts McKinney                          | Dura (i)    |      |
| Brasil [7]     | 3–2       | Argentina     | São Paulo                 | Ginásio Ibirapuera                           | Arcilla (i) |      |
| Dinamarca      | 3–2       | México [8]    | Farum                     | Farum Arena                                  | Dura (i)    |      |

## Partidos

### Suiza vs. Serbia
| | Bandera de Suiza                | Suiza  | 4 | 0 | Serbia | Bandera de Serbia |
| --- | ------------------------------- | ------ | - | - | ------ | ----------------- |
| Swiss Tennis Arena, Biel, Suiza 15 y 16 de noviembre de 2024 Dura (bajo techo) |                                 |        |   |   |        |                   |
| \| 1 \| Belinda Bencic \| 6 \| 6 \| \| \| 1 \| Lola Radivojević \| 2 \| 2 \| \| \| 2 \| Viktorija Golubic \| 6 \| 6 \| \| \| 2 \| Mia Ristic \| 2 \| 3 \| \| \| 3 \| Viktorija Golubic \| 6 \| 6 \| \| \| 3 \| Lola Radivojević \| 0 \| 0 \| \| \| 4 \| Belinda Bencic \| No \| \| \| \| 4 \| Mia Ristic \| jugado \| \| \| \| 5 \| Belinda Bencic / Jil Teichmann \| 6 \| 6 \| \| \| 5 \| Katarina Jokić / Anja Stanković \| 1 \| 1 \| \| |                                 |        |   |   |        |                   |
| 1 | Belinda Bencic                  | 6      | 6 |   |        |                   |
| 1 | Lola Radivojević                | 2      | 2 |   |        |                   |
| 2 | Viktorija Golubic               | 6      | 6 |   |        |                   |
| 2 | Mia Ristic                      | 2      | 3 |   |        |                   |
| 3 | Viktorija Golubic               | 6      | 6 |   |        |                   |
| 3 | Lola Radivojević                | 0      | 0 |   |        |                   |
| 4 | Belinda Bencic                  | No     |   |   |        |                   |
| 4 | Mia Ristic                      | jugado |   |   |        |                   |
| 5 | Belinda Bencic / Jil Teichmann  | 6      | 6 |   |        |                   |
| 5 | Katarina Jokić / Anja Stanković | 1      | 1 |   |        |                   |

### Kazajistán vs. Corea del Sur
| | Bandera de Kazajistán              | Kazajistán | 3 | 1    | Corea del Sur | Bandera de Corea del Sur |
| --- | ---------------------------------- | ---------- | - | ---- | ------------- | ------------------------ |
| National Tennis Center (Beeline Arena), Astana, Kazajistán 16 y 17 de noviembre de 2024 Dura (bajo techo) |                                    |            |   |      |               |                          |
| \| 1 \| Zarina Diyas \| 3 \| 6 \| 7 \| \| 1 \| Back Da-yeon \| 6 \| 3 \| 60 \| \| 2 \| Elena Rybakina \| 6 \| 6 \| \| \| 2 \| Park So-hyun \| 2 \| 2 \| \| \| 3 \| Yulia Putintseva \| 6 \| 7 \| \| \| 3 \| Ku Yeon-woo \| 4 \| 5 \| \| \| 4 \| Zarina Diyas \| No \| \| \| \| 4 \| Park So-hyun \| jugado \| \| \| \| 5 \| Anna Danilina / Zhibek Kulambayeva \| 3 \| 6 \| [7] \| \| 5 \| Kim Da-bin / Ku Yeon-woo \| 6 \| 4 \| [10] \| |                                    |            |   |      |               |                          |
| 1 | Zarina Diyas                       | 3          | 6 | 7    |               |                          |
| 1 | Back Da-yeon                       | 6          | 3 | 60   |               |                          |
| 2 | Elena Rybakina                     | 6          | 6 |      |               |                          |
| 2 | Park So-hyun                       | 2          | 2 |      |               |                          |
| 3 | Yulia Putintseva                   | 6          | 7 |      |               |                          |
| 3 | Ku Yeon-woo                        | 4          | 5 |      |               |                          |
| 4 | Zarina Diyas                       | No         |   |      |               |                          |
| 4 | Park So-hyun                       | jugado     |   |      |               |                          |
| 5 | Anna Danilina / Zhibek Kulambayeva | 3          | 6 | [7]  |               |                          |
| 5 | Kim Da-bin / Ku Yeon-woo           | 6          | 4 | [10] |               |                          |

### Colombia vs. Francia
| | Bandera de Colombia             | Colombia | 3 | 2 | Francia | Bandera de Francia |
| --- | ------------------------------- | -------- | - | - | ------- | ------------------ |
| Hatogrande Country Club, Bogotá, Colombia 16 y 17 de noviembre de 2024 Arcilla (al aire libre) |                                 |          |   |   |         |                    |
| \| 1 \| Emiliana Arango \| 2 \| 4 \| \| \| 1 \| Diane Parry \| 6 \| 6 \| \| \| 2 \| Camila Osorio \| 6 \| 7 \| \| \| 2 \| Clara Burel \| 4 \| 5 \| \| \| 3 \| Camila Osorio \| 6 \| 7 \| \| \| 3 \| Varvara Gracheva \| 4 \| 5 \| \| \| 4 \| Emiliana Arango \| 5 \| 4 \| \| \| 4 \| Clara Burel \| 7 \| 6 \| \| \| 5 \| Emiliana Arango / Camila Osorio \| 6 \| 6 \| \| \| 5 \| Clara Burel / Chloé Paquet \| 3 \| 4 \| \| |                                 |          |   |   |         |                    |
| 1 | Emiliana Arango                 | 2        | 4 |   |         |                    |
| 1 | Diane Parry                     | 6        | 6 |   |         |                    |
| 2 | Camila Osorio                   | 6        | 7 |   |         |                    |
| 2 | Clara Burel                     | 4        | 5 |   |         |                    |
| 3 | Camila Osorio                   | 6        | 7 |   |         |                    |
| 3 | Varvara Gracheva                | 4        | 5 |   |         |                    |
| 4 | Emiliana Arango                 | 5        | 4 |   |         |                    |
| 4 | Clara Burel                     | 7        | 6 |   |         |                    |
| 5 | Emiliana Arango / Camila Osorio | 6        | 6 |   |         |                    |
| 5 | Clara Burel / Chloé Paquet      | 3        | 4 |   |         |                    |

### Eslovenia vs. Países Bajos
| | Bandera de Eslovenia           | Eslovenia | 1 | 3 | Países Bajos | Bandera de los Países Bajos |
| --- | ------------------------------ | --------- | - | - | ------------ | --------------------------- |
| Bela dvorana Velenje, Velenje, Eslovenia 15 y 16 de noviembre de 2024 Arcilla (bajo techo) |                                |           |   |   |              |                             |
| \| 1 \| Tamara Zidanšek \| 7 \| 5 \| 2 \| \| 1 \| Arantxa Rus \| 64 \| 7 \| 6 \| \| 2 \| Veronika Erjavec \| 4 \| 6 \| 1 \| \| 2 \| Suzan Lamens \| 6 \| 3 \| 6 \| \| 3 \| Veronika Erjavec \| 7 \| 6 \| \| \| 3 \| Arantxa Rus \| 5 \| 2 \| \| \| 4 \| Tamara Zidanšek \| 6 \| 3 \| 2 \| \| 4 \| Suzan Lamens \| 4 \| 6 \| 6 \| \| 5 \| Živa Falkner / Pia Lovrič \| No \| \| \| \| 5 \| Arianne Hartono / Demi Schuurs \| jugado \| \| \| |                                |           |   |   |              |                             |
| 1 | Tamara Zidanšek                | 7         | 5 | 2 |              |                             |
| 1 | Arantxa Rus                    | 64        | 7 | 6 |              |                             |
| 2 | Veronika Erjavec               | 4         | 6 | 1 |              |                             |
| 2 | Suzan Lamens                   | 6         | 3 | 6 |              |                             |
| 3 | Veronika Erjavec               | 7         | 6 |   |              |                             |
| 3 | Arantxa Rus                    | 5         | 2 |   |              |                             |
| 4 | Tamara Zidanšek                | 6         | 3 | 2 |              |                             |
| 4 | Suzan Lamens                   | 4         | 6 | 6 |              |                             |
| 5 | Živa Falkner / Pia Lovrič      | No        |   |   |              |                             |
| 5 | Arianne Hartono / Demi Schuurs | jugado    |   |   |              |                             |

### China vs. Bélgica
| | Bandera de la República Popular China | China | 3  | 2 | Bélgica | Bandera de Bélgica |
| --- | ------------------------------------- | ----- | -- | - | ------- | ------------------ |
| Guangzhou Nansha International Tennis Center, Guangzhou, China 16 y 17 de noviembre de 2024 Dura (al aire libre) |                                       |       |    |   |         |                    |
| \| 1 \| Wei Sijia \| 6 \| 7 \| \| \| 1 \| Marie Benoît \| 3 \| 64 \| \| \| 2 \| Wang Xiyu \| 6 \| 6 \| \| \| 2 \| Hanne Vandewinkel \| 3 \| 2 \| \| \| 3 \| Wang Xiyu \| 5 \| 5 \| \| \| 3 \| Sofia Costoulas \| 7 \| 7 \| \| \| 4 \| Wei Sijia \| 3 \| 3 \| \| \| 4 \| Hanne Vandewinkel \| 6 \| 6 \| \| \| 5 \| Guo Hanyu / Jiang Xinyu \| 7 \| 6 \| \| \| 5 \| Sofia Costoulas / Hanne Vandewinkel \| 63 \| 3 \| \| |                                       |       |    |   |         |                    |
| 1 | Wei Sijia                             | 6     | 7  |   |         |                    |
| 1 | Marie Benoît                          | 3     | 64 |   |         |                    |
| 2 | Wang Xiyu                             | 6     | 6  |   |         |                    |
| 2 | Hanne Vandewinkel                     | 3     | 2  |   |         |                    |
| 3 | Wang Xiyu                             | 5     | 5  |   |         |                    |
| 3 | Sofia Costoulas                       | 7     | 7  |   |         |                    |
| 4 | Wei Sijia                             | 3     | 3  |   |         |                    |
| 4 | Hanne Vandewinkel                     | 6     | 6  |   |         |                    |
| 5 | Guo Hanyu / Jiang Xinyu               | 7     | 6  |   |         |                    |
| 5 | Sofia Costoulas / Hanne Vandewinkel   | 63    | 3  |   |         |                    |

### Ucrania vs. Austria
| | Bandera de Ucrania                     | Ucrania | 3 | 2 | Austria | Bandera de Austria |
| --- | -------------------------------------- | ------- | - | - | ------- | ------------------ |
| The Courts McKinney, McKinney, Estados Unidos 16 y 17 de noviembre de 2024 Dura (bajo techo) |                                        |         |   |   |         |                    |
| \| 1 \| Lesia Tsurenko \| 6 \| 7 \| \| \| 1 \| Tamira Paszek \| 3 \| 5 \| \| \| 2 \| Katarina Zavatska \| 3 \| 7 \| 5 \| \| 2 \| Sinja Kraus \| 6 \| 5 \| 7 \| \| 3 \| Lesia Tsurenko \| 1 \| 1 \| \| \| 3 \| Sinja Kraus \| 6 \| 6 \| \| \| 4 \| Katarina Zavatska \| 6 \| 7 \| \| \| 4 \| Julia Grabher \| 2 \| 5 \| \| \| 5 \| Nadiia Kichenok / Anastasiia Sobolieva \| 5 \| 6 \| 6 \| \| 5 \| Sinja Kraus / Tamira Paszek \| 7 \| 2 \| 4 \| |                                        |         |   |   |         |                    |
| 1 | Lesia Tsurenko                         | 6       | 7 |   |         |                    |
| 1 | Tamira Paszek                          | 3       | 5 |   |         |                    |
| 2 | Katarina Zavatska                      | 3       | 7 | 5 |         |                    |
| 2 | Sinja Kraus                            | 6       | 5 | 7 |         |                    |
| 3 | Lesia Tsurenko                         | 1       | 1 |   |         |                    |
| 3 | Sinja Kraus                            | 6       | 6 |   |         |                    |
| 4 | Katarina Zavatska                      | 6       | 7 |   |         |                    |
| 4 | Julia Grabher                          | 2       | 5 |   |         |                    |
| 5 | Nadiia Kichenok / Anastasiia Sobolieva | 5       | 6 | 6 |         |                    |
| 5 | Sinja Kraus / Tamira Paszek            | 7       | 2 | 4 |         |                    |

### Brasil vs. Argentina
| | Bandera de Brasil                    | Brasil | 3 | 2 | Argentina | Bandera de Argentina |
| --- | ------------------------------------ | ------ | - | - | --------- | -------------------- |
| Ginásio Ibirapuera, São Paulo, Brasil 15 y 16 de noviembre de 2024 Arcilla (bajo techo) |                                      |        |   |   |           |                      |
| \| 1 \| Laura Pigossi \| 6 \| 1 \| 2 \| \| 1 \| Solana Sierra \| 3 \| 6 \| 6 \| \| 2 \| Beatriz Haddad Maia \| 3 \| 7 \| 6 \| \| 2 \| Jazmín Ortenzi \| 6 \| 5 \| 2 \| \| 3 \| Beatriz Haddad Maia \| 1 \| 6 \| 6 \| \| 3 \| Solana Sierra \| 6 \| 4 \| 1 \| \| 4 \| Laura Pigossi \| 2 \| 1 \| \| \| 4 \| Jazmín Ortenzi \| 6 \| 6 \| \| \| 5 \| Carolina Alves / Beatriz Haddad Maia \| 6 \| 6 \| \| \| 5 \| Jazmín Ortenzi / Julia Riera \| 3 \| 2 \| \| |                                      |        |   |   |           |                      |
| 1 | Laura Pigossi                        | 6      | 1 | 2 |           |                      |
| 1 | Solana Sierra                        | 3      | 6 | 6 |           |                      |
| 2 | Beatriz Haddad Maia                  | 3      | 7 | 6 |           |                      |
| 2 | Jazmín Ortenzi                       | 6      | 5 | 2 |           |                      |
| 3 | Beatriz Haddad Maia                  | 1      | 6 | 6 |           |                      |
| 3 | Solana Sierra                        | 6      | 4 | 1 |           |                      |
| 4 | Laura Pigossi                        | 2      | 1 |   |           |                      |
| 4 | Jazmín Ortenzi                       | 6      | 6 |   |           |                      |
| 5 | Carolina Alves / Beatriz Haddad Maia | 6      | 6 |   |           |                      |
| 5 | Jazmín Ortenzi / Julia Riera         | 3      | 2 |   |           |                      |

### Dinamarca vs. México
| | Bandera de Dinamarca            | Dinamarca | 3 | 2 | México | Bandera de México |
| --- | ------------------------------- | --------- | - | - | ------ | ----------------- |
| Farum Arena, Farum, Dinamarca 16 y 17 de noviembre de 2024 Dura (bajo techo) |                                 |           |   |   |        |                   |
| \| 1 \| Clara Tauson \| 6 \| 6 \| \| \| 1 \| Giuliana Olmos \| 4 \| 2 \| \| \| 2 \| Johanne Svendsen \| 65 \| 2 \| \| \| 2 \| Renata Zarazúa \| 7 \| 6 \| \| \| 3 \| Clara Tauson \| 63 \| 6 \| 5 \| \| 3 \| Renata Zarazúa \| 7 \| 3 \| 7 \| \| 4 \| Johanne Svendsen \| 6 \| 7 \| \| \| 4 \| Giuliana Olmos \| 4 \| 5 \| \| \| 5 \| Emilie Francat / Clara Tauson \| 4 \| 6 \| 6 \| \| 5 \| Giuliana Olmos / Renata Zarazúa \| 6 \| 4 \| 4 \| |                                 |           |   |   |        |                   |
| 1 | Clara Tauson                    | 6         | 6 |   |        |                   |
| 1 | Giuliana Olmos                  | 4         | 2 |   |        |                   |
| 2 | Johanne Svendsen                | 65        | 2 |   |        |                   |
| 2 | Renata Zarazúa                  | 7         | 6 |   |        |                   |
| 3 | Clara Tauson                    | 63        | 6 | 5 |        |                   |
| 3 | Renata Zarazúa                  | 7         | 3 | 7 |        |                   |
| 4 | Johanne Svendsen                | 6         | 7 |   |        |                   |
| 4 | Giuliana Olmos                  | 4         | 5 |   |        |                   |
| 5 | Emilie Francat / Clara Tauson   | 4         | 6 | 6 |        |                   |
| 5 | Giuliana Olmos / Renata Zarazúa | 6         | 4 | 4 |        |                   |